# Дібров Володимир Андрійович
Володимир Андрійович Дібров (20 липня 1910, місто Єйськ, тепер Краснодарського краю, Російська Федерація — 23 червня 1983, місто Москва, тепер Російська Федерація) — радянський військовий політпрацівник, генерал-майор, начальник політичного управління Київського і Туркестанського військових округів.

## Життєпис
Народився в родині коваля. Рано втратив батька, почав працювати з молодих років. Закінчив 7 класів школи, вступив до комсомолу.
Член ВКП(б) з 1931 року.
Працював у Канівському районі Північно-Кавказького (тепер Краснодарського) краю.
З 1933 року служив у Червоній армії. Закінчив полкову артилерійську школу та курси військових командирів у Смоленську. Служив у Білоруському військовому окрузі біля Мінська. Брав участь у боях проти Японії на Халхін-Голі в 1938 році та в окупації Західної Білорусі у вересні 1939 року.
З червня 1941 до травня 1943 року — інспектор, старший інструктор, заступник начальника організаційно-інструкторського відділу політичного управління Західного фронту. З травня 1943 до 1944 року — заступник командира із політичної частини 31-ї гвардійської стрілецької дивізії 11-ї гвардійської армії Брянського фронту. У 1944—1945 роках — начальник організаційно-інструкторського відділу політичного управління 1-го Прибалтійського фронту. Учасник німецько-радянської війни.
З 1945 року — начальник організаційно-інструкторського відділу політичного управління Земландської групи радянських військ.
До 1948 року — на військово-політичній роботі в Прибалтійському військовому окрузі.
У 1948—1951 роках — начальник політичного управління Київського військового округу.
З 1951 року — начальник політичного управління Туркестанського військового округу.
Закінчив Військово-політичну академію імені Леніна.
З жовтня 1954 року — в запасі, а потім і у відставці. 
Проживав у Москві. Займався громадською діяльністю, працював у Московському енергетичному інституті.
Помер 23 червня 1983 року в Москві.

## Військові звання
- батальйонний комісар
- підполковник
- полковник
- генерал-майор

## Нагороди
- два ордени Червоного Прапора (17.08.1943, 21.08.1953)
- орден Вітчизняної війни І ст. (2.04.1945)
- два ордени Червоної Зірки (21.06.1942, 24.06.1948)
- медаль «За оборону Москви» (22.12.1942)
- медаль «За бойові заслуги» (3.11.1944)
- медаль «За взяття Кенігсберга» (1945)
- медаль «За перемогу над Німеччиною у Великій Вітчизняній війні 1941—1945 рр.» (1945)
- медалі